# Pod pritiskom
U veljači 2008. Elemental za Menart objavljuju svoj četvrti album Pod pritiskom, najavljen njihovim prvim rock singlom Nema ga. Album je sljedeće godine nagrađen i diskografskom nagradom Porin u kategoriji “Najbolji album urbane i klupske glazbe”. Singl U mojoj glavi (u Jašarov remixu) brzo se pokazao i kao koncertni favorit, kao i pjesma Crveno. Uz to su kao singl izbacili još i pjesme Dobar dan, Pod pritiskom, Više od toga i Zašto te imam. Video spot za “Zašto te imam” koristio je snimke iz izborne noći i parodirao aktualnu političku situaciju koja je nastala nakon dizanja optužnice protiv bivšeg premijera Ive Sanadera. Nekolicina televizijskih postaja zato je isprve odbila emitirati spot, ali su promijenili poziciju nakon što je zadobio veliku pozornost na platformi Youtube. Video spot osvojio je 2009. nagradu Zlatna Koogla. Svojim četvrtim albumom Elemental su učvrstili svoju poziciju stabilnog mainstream benda na domaćoj sceni.

## Popis pjesama
| 1.    | »Pod pritiskom«      | Mirela Priselac Remi, Luka Tralić Shot, | Marijo Bilić, Mirela Priselac Remi, Luka Tralić Shot, Ivan Vodopijec, Davor Zanoški, Erol Zejnilović | 4:04 |
| 2.    | »Ne vjerujem«        | Mirela Priselac Remi, Luka Tralić Shot  | Marijo Bilić, Mirela Priselac Remi, Luka Tralić Shot, Ivan Vodopijec, Davor Zanoški, Erol Zejnilović | 4:20 |
| 3.    | »Dobar dan«          | Mirela Priselac Remi, Luka Tralić Shot  | Marijo Bilić, Mirela Priselac Remi, Luka Tralić Shot, Ivan Vodopijec, Davor Zanoški, Erol Zejnilović | 4:39 |
| 4.    | »Ladice«             | Mirela Priselac Remi                    | Marijo Bilić, Mirela Priselac Remi, Luka Tralić Shot, Ivan Vodopijec, Davor Zanoški, Erol Zejnilović | 4:18 |
| 5.    | »Zašto te imam«      | Mirela Priselac Remi, Luka Tralić Shot  | Marijo Bilić, Mirela Priselac Remi, Luka Tralić Shot, Ivan Vodopijec, Davor Zanoški, Erol Zejnilović | 4:49 |
| 6.    | »Biti sam«           | Mirela Priselac Remi                    | Marijo Bilić, Mirela Priselac Remi, Luka Tralić Shot, Ivan Vodopijec, Davor Zanoški, Erol Zejnilović | 4:19 |
| 7.    | »Hrvatska pjevačica« | Mirela Priselac Remi                    | Marijo Bilić, Mirela Priselac Remi, Luka Tralić Shot, Ivan Vodopijec, Davor Zanoški, Erol Zejnilović | 1:48 |
| 8.    | »Više od toga«       | Mirela Priselac Remi, Luka Tralić Shot  | Marijo Bilić, Mirela Priselac Remi, Luka Tralić Shot, Ivan Vodopijec, Davor Zanoški, Erol Zejnilović | 4:24 |
| 9.    | »Daleko«             | Luka Tralić Shot                        | Marijo Bilić, Mirela Priselac Remi, Luka Tralić Shot, Ivan Vodopijec, Davor Zanoški, Erol Zejnilović | 4:48 |
| 10.   | »Crveno«             | Mirela Priselac Remi                    | Marijo Bilić, Mirela Priselac Remi, Luka Tralić Shot, Ivan Vodopijec, Davor Zanoški, Erol Zejnilović | 5:46 |
| 11.   | »Tužne pjesme«       | Mirela Priselac Remi, Luka Tralić Shot  | Marijo Bilić, Mirela Priselac Remi, Luka Tralić Shot, Ivan Vodopijec, Davor Zanoški, Erol Zejnilović | 3:25 |
| 12.   | »Što manje znam«     | Mirela Priselac Remi, Luka Tralić Shot  | Marijo Bilić, Mirela Priselac Remi, Luka Tralić Shot, Ivan Vodopijec, Davor Zanoški, Erol Zejnilović | 4:35 |
| 13.   | »Pokušaj života«     | Mirela Priselac Remi                    | Marijo Bilić, Mirela Priselac Remi, Luka Tralić Shot, Ivan Vodopijec, Davor Zanoški, Erol Zejnilović | 6:01 |
| 14.   | »Nema ga«            | Mirela Priselac Remi, Luka Tralić Shot  | Marijo Bilić, Mirela Priselac Remi, Luka Tralić Shot, Ivan Vodopijec, Davor Zanoški, Erol Zejnilović | 4:33 |
| 15.   | »Baš volim sve«      | Mirela Priselac Remi, Luka Tralić Shot  | Marijo Bilić, Mirela Priselac Remi, Luka Tralić Shot, Ivan Vodopijec, Davor Zanoški, Erol Zejnilović | 4:27 |
| 16.   | »U mojoj glavi«      | Mirela Priselac Remi                    | Marijo Bilić, Mirela Priselac Remi, Luka Tralić Shot, Ivan Vodopijec, Davor Zanoški, Erol Zejnilović | 7:36 |
| 73:59 |                      |                                         | |      |

- Sve aranžmane na albumu potpisuje grupa Elemental, odnosno Marijo Bilić, Mirela Priselac Remi, Luka Tralić Shot, Ivan Vodopijec, Davor Zanoški, Erol Zejnilović i Nataša Tonković.

## Izvođači
- Branko Komljenović (Menart) - izvršni producent
- Davor Zanoški Zane - klavijature
- Erol Zejnilović - gitara, mix asistent
- Fabrika Sarajevo - dizajn omota albuma
- Ivan Vodopijec John - bubnjevi
- Luka Tralić Shot - vokal, produkcija, mix, mastering u Element studiju
- Marijo Bilić - bas gitara
- Marina Filipović Marinshe - fotografije
- Mirela Priselac Remi - vokal
- Nataša Tonković - vokal